# Хилдебрандсхаузен
Хилдебрандсхаузен (њем. Hildebrandshausen) општина је у њемачкој савезној држави Тирингија. Једно је од 47 општинских средишта округа Унструт-Хајних. Према процјени из 2010. у општини је живјело 425 становника. Посједује регионалну шифру (AGS) 16064025.

## Географски и демографски подаци
Хилдебрандсхаузен се налази у савезној држави Тирингија у округу Унструт-Хајних. Општина се налази на надморској висини од 310 метара. Површина општине износи 6,1 km². У самом мјесту је, према процјени из 2010. године, живјело 425 становника. Просјечна густина становништва износи 70 становника/km².